# Alcester
Alcester – miasto w Wielkiej Brytanii, w Anglii w hrabstwie Warwickshire, Miasto pochodzenia rzymskiego, u zbiegu rzek Alne i Arrow, 12 km na zachód od Stratford-upon-Avon. Duże zagrożenie powodziowe. 
W czasach rzymskich miasto (łac. Aluna) znajdowało się na skrzyżowaniu ważnych szlaków, m.in. tzw. szlaku solnego miało znaczenie ponadregionalne.